# Brüssow
Brüssow település Németországban, azon belül Brandenburgban. Lakosainak száma 1835 fő (2023. december 31.).

## Népesség
A település népességének változása:
| Lakosok száma | 2961 | 2604 | 2023 | 1804 | 1759 | 1827 | 1835 |
|               | 1990 | 2000 | 2010 | 2020 | 2021 | 2022 | 2023 |